# Małgorzata Maria Bartyzel
Małgorzata Maria Bartyzel (Łódź; 12 de novembro de 1955 — 24 de julho de 2016) foi uma política da Polónia. Ela foi eleita para a Sejm em 25 de Setembro de 2005 com 8333 votos em 9 no distrito de Łódź, candidata pelas listas do partido Prawo i Sprawiedliwość.
Morreu em 24 de julho de 2016, aos 60 anos.